# 98. Infanterie-Division (Wehrmacht)
Die 98. Infanterie-Division war ein Großverband des Heeres der deutschen Wehrmacht im Zweiten Weltkrieg.

## Geschichte
Einsatzgebiete:
- Deutschland: September 1939 bis Mai 1940
- Frankreich: Mai 1940 bis Juni 1941
- Ostfront, Südabschnitt: Juni bis November 1941
- Ostfront, Zentralabschnitt: November 1941 bis März 1943
- Ostfront, Südabschnitt: März 1943 bis Mai 1944
- Jugoslawien: Juni bis August 1944
- Italienfeldzug: August 1944 bis Mai 1945

### Aufstellung
Im September 1939 wurde die 98. ID auf dem Truppenübungsplatz Grafenwöhr im Wehrkreis XIII als Teil der 5. Aufstellungswelle aufgestellt. Teilweise mit tschechischer Ausrüstung versehen, kamen die Truppenteile auch aus dem Wehrkreis V, der über Ersatzeinheiten in Böhmen und Mähren verfügte. Von der Heeresgruppe Süd wurde ein Regimentskommandeur, zwölf Kompaniechefs und 120 erfahrene Unteroffiziere mit Kriegserfahrung überstellt. Gemäß Befehl vom 8. September sollte der Verband bis zum 1. November einsatzbereit sein.
Es wurden aufgestellt:
- Infanterie-Regiment 282 in Hof (Bayern)
- Infanterie-Regiment 289 in Nürnberg
- Infanterie-Regiment 290 in Laun ab 1.12. Bayreuth
- Artillerie-Regiment 198 in Regensburg und ergänzende schwere Abteilung I./ 46 in Eger
- Divisionseinheiten mit der Nr. 198

### Beurlaubung
Die Division wurde ab August 1940 beurlaubt.
Im Februar 1941 erfolgte die Wiedereinberufung.
Per 28. Februar 1941 wurden die drei Granatwerfer-Kompanien (13.) der Division durch Infanteriegeschütz-Kompanien (13.) die von der 215. Infanterie-Division (3. Welle) kamen ersetzt.

### Unternehmen Barbarossa
Die Division war beim Angriff auf die Sowjetunion in der Reserve der Heeresgruppe Süd.
In der Zeit von der Neuaufstellung im Februar 1941 bis zum Juli 1941 erlitt die 98. ID ein permanentes Absinken ihrer Gefechtsstärke.
1942 mussten bereits folgende Bataillone aufgelöst werden: II. Btl./IR 282, III. Btl./IR 289 und III. Btl./IR 290, so dass die Division nur noch über sechs Infanterie-Bataillone verfügte. 1942 bestand sie bis zum Sommer 1943 aus nur noch aus zwei Regimentern. Das GR 289 musste aufgrund schwerer Verluste vollständig aufgelöst werden und die Überlebenden wurden auf GR 282, GR 290 und das Divisions-Bataillon 98 aufgeteilt.

### Beutepanzer
Während ihrer Unterstellung in der Heeresgruppe Mitte vom Oktober 1941 bis Juni 1943 wurde die 98. ID mit sowjetischen T-26 und T-70 Beutepanzern ausgestattet.

### Vernichtung
Im Mai 1944 wurde die 98. ID auf der Krim vernichtet.

### Wiederaufstellung 1944
Am 5. Juni 1944 mit Personal von der 387. ID in Kroatien neu aufgestellt.

### Grenadier-Lehr-Brigade
Am 4. Juni 1944 wurde aus dem Infanterie-Lehr-Regiment der Heeresgruppe C die Grenadier-Lehr-Brigade aufgestellt. Am 19. September 1944 sollte diese zum Grenadier-Lehr-Regiment 290 bei der 98. Infanterie-Division werden, ebenso, dass diese am 17. Oktober 1944 Grenadier-Regiment 131 der Reichsgrenadier-Division Hoch- und Deutschmeister werden sollte. Beide Befehle wurden nicht umgesetzt, sodass die Brigade am 18. Oktober 1944 das Grenadier-Lehr-Regiment 117 der 98. Infanterie-Division bildete. Hierfür wurde das bisherige Grenadier-Regiment 117 der Division aufgelöst.

### Kapitulation
Im Mai 1945 kapitulierte die 98. ID vor den US-Truppen in Italien.

## Personen
| Dienstzeit                            | Dienstgrad                          | Name                     |
| ------------------------------------- | ----------------------------------- | ------------------------ |
| 1. September 1939 bis 11. April 1940  | Generalmajor/Generalleutnant        | Erich Schröck            |
| 11. April bis 10. Juni 1940           | Generalmajor                        | Herbert Stimmel          |
| 10. Juni 1940 bis 31. Dezember 1941   | Generalleutnant                     | Erich Schröck            |
| 31. Dezember 1941 bis 1. Februar 1944 | Oberst/Generalmajor/Generalleutnant | Martin Gareis            |
| 1. Februar 1944 bis 11. April 1945    | Generalmajor/Generalleutnant        | Alfred-Hermann Reinhardt |
| 11. April bis 8. Mai 1945             | Generalmajor                        | Otto Schiel              |

## Auszeichnungen
Insgesamt wurden 24 Ritterkreuze und 71 Deutsche Kreuze in Gold an Angehörige der 98. ID verliehen.

## Gliederung
Veränderungen in der Gliederung der 98. ID von 1939 bis 1945
| 1939                                     | 1941                                      | 1943–1944                              | 1945                            |
| ---------------------------------------- | ----------------------------------------- | -------------------------------------- | ------------------------------- |
| Infanterie-Regiment 282                  | Infanterie-Regiment 282                   | Grenadier-Regiment 282                 | Grenadier-Regiment 117          |
| Infanterie-Regiment 289                  | Infanterie-Regiment 289                   | Grenadier-Regiment 289                 | Grenadier-Regiment 289          |
| Infanterie-Regiment 290                  | Infanterie-Regiment 290                   | --                                     | Grenadier-Regiment 290          |
| --                                       | --                                        | Divisions-Bataillon 98                 | Divisions-Füsilier-Bataillon 98 |
| Artillerie-Regiment 198                  |                                           |                                        |                                 |
| Radfahr-Schwadron 198                    | --                                        | --                                     | --                              |
| Panzerabwehr-Abteilung 198               | Panzerjäger- und Aufklärungsabteilung 198 | Panzerjäger-Abteilung 198              | 3. Flak-Kompanie                |
| Pionier-Bataillon 198                    |                                           |                                        |                                 |
| Nachrichten-Abteilung 198                |                                           |                                        |                                 |
| Infanterie-Divisions-Nachschubführer 198 | Infanterie-Divisions-Nachschubführer 198  | Kommandeur der ID-Nachschubtruppen 198 | Versorgungs-Regiment 198        |
| Verwaltungsdienste 198                   |                                           |                                        |                                 |
| Sanitätsdienste 198                      |                                           |                                        |                                 |
| Veterinär-Kompanie 198                   |                                           |                                        |                                 |
| --                                       | --                                        | Feldersatz-Bataillon 198               | Feldersatz-Bataillon 198        |

Das AR 198 bestand aus der I. bis IV. Abteilung.

## Bekannte Divisionsangehörige
- Peter Sommer (1907–1978) war Verlagsdirektor des Nordwestdeutschen Verlages Ditzen & Co KG